# Dvorec Odolina
Dvorec Odolina (itaijansko Dulna, nemško Mahrensfelt ) je dvorec (v propadajočem stanju) iz 17. stoletja v zaselku Odolina na koncu slepe stranske doline Matarskega podolja severovzhodno od naselja Materija v občini Hrpelje - Kozina ob cesti med Trstom in Reko, po Brkinih.

## Zgodovina
V italijanskih zapisih se imenuje Dulna (iz slovenske besede "dolina", dolina), v nemških zapisih se pojavlja kot Marensfeld ali Mahrensfelt, poimenovana po svojih prvih lastnikih tržaški družini Marenzi. Po izročilu naj bi bil na tem mestu že po letu 1200 manjši gradič, ki je pripadal družini Argento, na ruševinah katerega je tržaška plemiška družina Marenzi oziroma Pupillo pl. Marenzi leta 1628 zgradil veliko kmetijo, ki je kasneje postala graščina. 
Leta 1685 je družina Marenzi dvorec prodala družini Petač,  oziroma grof Benvenut Petač. Družina Marenzi, že kot baroni, je dvorec spet pridobila sredi 18. stoletja in so ga po letu 1823 prodali rodbini Cipelli. Leta 1785 je dvorec kupil tržaški grof Brigido. 
V 19. stoletju je dvorec v lasti meščanov ali kmetov. Po drugi svetovni vojni je bila posest nacionalizirana in predana kmetijski zadrugi.